# Tào Hòa
Tào Hòa (sinh 1929) là một nghệ sĩ nhiếp ảnh danh tiếng người Việt Nam. Ở Thanh Hóa, ông thuộc thế hệ nhiếp ảnh ‘lão làng’ như NSNA Nguyễn San, Văn An, cố NSNA Quốc Lập. Ông được quốc tế công nhận là nghệ sĩ nhiếp ảnh chuyên nhiệp trên thế giới, là nghệ sĩ nhiếp ảnh hàng đầu Việt Nam. Ông cũng là hội viên Hội Nghệ sĩ Nhiếp ảnh Việt Nam, hội viên Hội Văn học – Nghệ thuật (VHNT) Thanh Hóa, hội viên Hội VHNT Khánh Hòa; nguyên là phóng viên, biên tập viên phát thanh và truyền hình quân đội – Đài Tiếng nói Việt Nam.

## Thân thế cuộc đời
Nghệ sĩ Nhiếp ảnh Tào Hòa sinh năm 1929 quê ở làng Tào Trụ, xã Hoằng Lý, huyện Hoằng Hóa, Thanh Hóa. Năm 1950, ông nhập ngũ và công tác tại Ban Tuyên huấn Phòng Chính trị, Tổng cục Chính trị Quân đội Nhân dân Việt Nam.
Sau năm 1954, ông được điều về công tác tại Chương trình Phát thanh quân đội, Đài Tiếng nói Việt Nam. Là một phóng viên chiến trường, ông thường xuyên đến các điểm nóng để viết bài gửi về đài và cũng từ đó hình thành niềm say mê nhiếp ảnh. Ông danh dụm tiền tiết kiệm gửi chuyên gia Liên Xô mua giúp chiếc máy ảnh đầu tiên và học hỏi các kỹ thuật nhiếp ảnh, rửa ảnh từ các bạn đồng nghiệp.
Năm 1978, ông nghỉ hưu ở tuổi 47, vì sức khỏe chỉ còn 61% với các chứng bệnh sốt rét, viêm gan mãn tính, rối loạn thần kinh và viêm sa dạ dày, di chứng của những năm làm phóng viên chiến trường. Ông trở về sinh sống ở quê nhà, và nhờ có sự động viên của người vợ, nên sức khỏe dần hồi phục. Trong thời gian này, ông bắt đầu dành nhiều thời gian cho bộ môn nhiếp ảnh. Danh tiếng của ông dần được nhiều người biết đến và ông được kết nạp vào Hội Văn học – Nghệ thuật Thanh Hóa.
Đầu năm 1992, vợ chồng ông di chuyển vào Nha Trang, Khánh Hòa sinh sống cùng người con trai cả. Từ đó ông gắn bó với vùng đất mới này. Năm 2000, ông được kết nạp vào Hội Nghệ sĩ nhiếp ảnh Việt Nam.

## Một số giải thưởng
- "Hạnh phúc tuổi già": Giải A CCU-TOKYO Nhật Bản 1999;